# Xã St. Francis, Quận Greene, Arkansas
Xã St. Francis (tiếng Anh: St. Francis Township) là một xã thuộc quận Greene, tiểu bang Arkansas, Hoa Kỳ. Năm 2010, dân số của xã này là 2.002 người.